# Шахраї (фільм, 1955)
«Шахраї» (також «Шахрайство»; італ. Il bidone, від розмовного італ. bidonata — ошуканство, шахрайство) — фільм-драма 1955 року, поставлений режисером Федеріко Фелліні. Прем'єра стрічки відбулася 9 вересня 1955 на Венеційському кінофестивалі, де вона брала участь в основній конкурсній програмі.

## Сюжет
Дрібні шахраї — п'ятдесятирічний Аугусто (Бродерік Кроуфорд) і двоє його молодих подільників, «Пікассо» (Річард Бейсгарт) й Роберто (Франко Фабріці), — подорожують по селах Італії і провертають афери різного ступеня винахідливості. Суть однієї з таких афер полягає в тому, щоб переконати селянина, або селянку, що на його, або її землі ще з воєнних часів закопаний скарб разом із трупом убитої людини. На очах у власника землі шахраї викопують скарб (фальшивий) та людські кістки, заздалегідь підкинуті співучасником. Аугусто переодягнутий в «монсеньйора» — папського прелата, який нібито має особливе доручення залагодити цю делікатну справу; «Пікассо» грає роль юного абата, а Роберто виступає водієм. У «монсеньйора» нібито є заповіт убивці, що розкаявся, який передає скарб власникові землі за умови, що той замовить 500 служб у порятунок душі померлого. Кожна служба коштує 1000 лір; селянинові не терпиться оволодіти скарбом, він щедро платить одразу — і справу зроблено. Суть іншої афери в тому, щоб переконати мешканців нетрів, ніби їх переселяють в нові будинки. Але щоб потрапити до списку щасливчиків, потрібно внести передоплату. Шахраї не гребують обманювати навіть заправників на станціях, залишаючи їм у заставу фальшиві хутра.
У більшості випадків герої хитрують, пересилюючи сором і приниження не через те, що їм доводиться оббирати жебраків, а тому що вони мріють працювати на вищому рівні. «Пікассо», талановитий художник, утримує сім'ю. Він щасливо живе з дружиною Ірис (Джульєтта Мазіна) і маленькою дочкою, приховуючи від них джерела доходу. За вечерею в компанії друзів «Пікассо» Ірис починає здогадуватися, звідки у її чоловіка беруться гроші. «Пікассо» до смерті наляканий самою лише думкою про те, що Ірис може його покинути. Роберто цікавиться лише жінками, особливо — літніми, за умови, що у них є гроші і він зуміє отримати якусь вигоду.
Аугусто ж відчуває наближення старості, розуміючи, що на відміну від молодих подільників, усе його життя зазнало краху. Він неодружений, проте у нього є донька-студентка, з якою він майже не бачиться. Одного разу він запрошує доньку пообідати з ним у селі. Після цього вони йдуть в кіно. Там Аугусто упізнають двоє людей, що постраждали від його витівок: його заарештовують на очах у доньки. Через рік, вийшовши з в'язниці, він повторює аферу з «монсеньйором»; цього разу — з іншими подільниками. Він намагається переконати їх, що йому не вистачило духу забрати гроші в обдурених: на самій же справі він приховав куш з надією віддати його доньці на навчання. Поплічники знаходять в Аугусто гроші, б'ють його і скидають в канаву. Залишившись сам, він намагається вибратися на дорогу, але це йому не під силу.

## У ролях

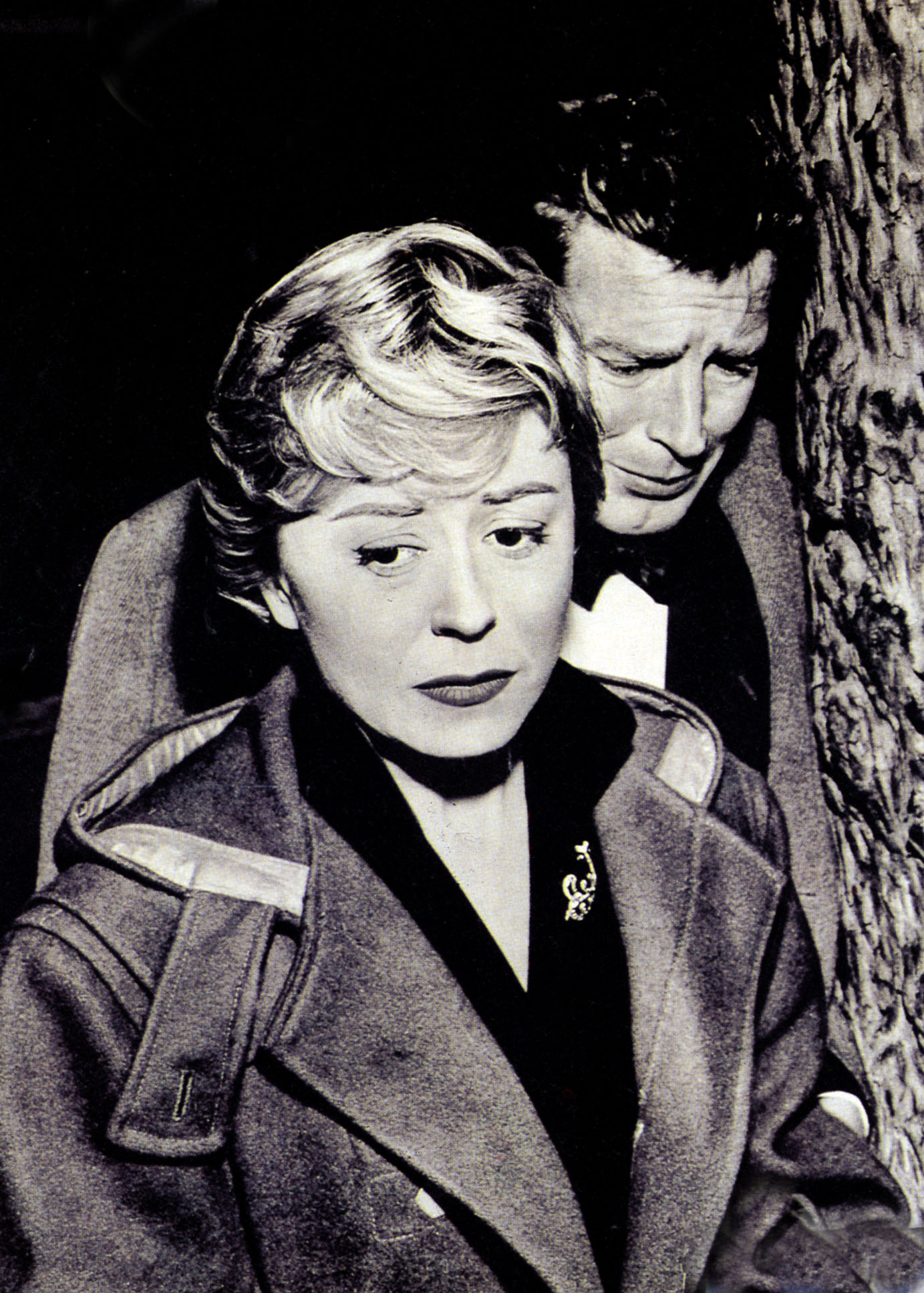
Д. Мазіна та Р. Бейсгарт у сцені з фільмі

| • Бродерік Кроуфорд  | … | Аугусто      |
| • Річард Бейсгарт    | … | «Пікассо»    |
| • Франко Фабріці     | … | Роберто      |
| • Джульєтта Мазіна   | … | Ірис         |
| • Сью Еллен Блейк    | … | Анна         |
| • Ірен Чефаро        | … | Маріса       |
| • Лорелла Де Лука    | … | Патриція     |
| • Альберто де Амічіс | … | Рінальдо     |
| • Джакомо Габріеллі  | … | барон Варгас |
| • Ріккардо Гарроне   | … | Ріккардо     |

## Знімальна група
- Автори сценарію — Федеріко Фелліні, Енніо Флайано, Тулліо Пінеллі
- Режисер-постановник — Федеріко Фелліні
- Оператор — Отелло Мартеллі
- Композитор — Ніно Рота
- Монтаж — Маріо Сарандреї, Джузеппе Вері
- Художник-постановник — Даріо Чеккі
- Художник-декоратор — Массіміліано Капріччілі
- Художник по костюмах — Даріо Чеккі

## Нагороди та номінації
| Список нагород та номінацій            | Список нагород та номінацій | Список нагород та номінацій | Список нагород та номінацій | Список нагород та номінацій | Список нагород та номінацій |
| Кінопремія                             | Дата церемонії              | Категорія                   | Номінант(и)                 | Результат                   | Дж                          |
| -------------------------------------- | --------------------------- | --------------------------- | --------------------------- | --------------------------- | --------------------------- |
| Венеційський міжнародний кінофестиваль | 1955                        | Золотий лев                 | Шахраї                      | Номінація                   |                             |